# ジョージ・パタキ
ジョージ・エルマー・パタキ（英語：George Elmer Pataki、1945年6月24日 - ）は、アメリカ合衆国の政治家。元ニューヨーク州知事。ハンガリー系・アイルランド系・イタリア系を祖先に持つ。妻のエリザベス・パタキとの間に4人の子供をもうけた。

## 経歴
1945年6月24日にニューヨーク州ピークスキルに誕生した。1967年にイェール大学を卒業し、1970年にはコロンビア大学コロンビア・ロー・スクールを修了した。州知事に選出される以前の10年間はニューヨーク州の行政に携わり、1981年から1984年の間にピークスキル市長を務めた。ニューヨーク州知事初当選は1994年で、共和党とニューヨーク・フリーダム党とニューヨーク州保守党の支持を受け民主党の現職であるマリオ・クオモを破り当選した。その時の副知事候補はベッツィ・マッコーイ・ロスだったが、パタキの事務所で議論を呼んだ。1998年メアリー・ドナヒュを副知事として、民主党候補ピーター・ヴァローネが33パーセントに対し、54パーセントの支持を受けて再選した。2002年にアフリカ系の民主党候補カール・マッコール（33パーセント支持）、無所属候補トーマス・ゴリサノ（14パーセント支持）に対し、49パーセントの支持を受けて再選した。2005年7月27日に2006年のニューヨーク州知事選挙への不出馬を表明した。当初2008年アメリカ合衆国大統領選挙に向けた運動を開始すると見られたが、当選する可能性が低く断念し、2007年9月より国際連合総会でアメリカ代表を務める。

## 2016年アメリカ合衆国大統領選挙への出馬
2015年5月28日に2016年アメリカ合衆国大統領選挙への出馬を表明。同年12月29日、共和党の候補者指名争いから撤退することを発表した。

## 業績
州知事時代には産業振興に力を入れ、オールバニにナノテクノロジーの一大研究開発拠点であるテックバレーを設立した。ニューヨーク州立大学オールバニ校を中心にナノテクノロジーの研究に特化した研究機関であるCollege of Nanoscale Science and Engineering (CNSE)が設立され、数々のベンチャー企業が設立され、東京エレクトロン等、各国の企業が研究開発拠点を構える。彼のナノテクノロジー振興政策は後任の民主党知事に交代後も踏襲され、地域振興の成功例としてビジネススクールでのケーススタディーとしても用いられる。